# Emboscada de Uzbin
La emboscada de Uzbin, también llamada emboscada de Surobi o batalla de Surobi, fue un enfrentamiento militar de una patrulla de la Fuerza Internacional de Asistencia a la Seguridad (ISAF) compuesta por soldados franceses, afganos y estadounidenses, contra un grupo de insurgentes del movimiento talibán y de Hezb-e-Islami Gulbuddin que los emboscaron en el este de Afganistán el 18 de agosto de 2008. Se llevó a cabo en las afueras del pueblo de Spēṟ Kunday, en el distrito de Surobi de la provincia de Kabul y provocó cuantiosas bajas en el contingente francés de la IASF.

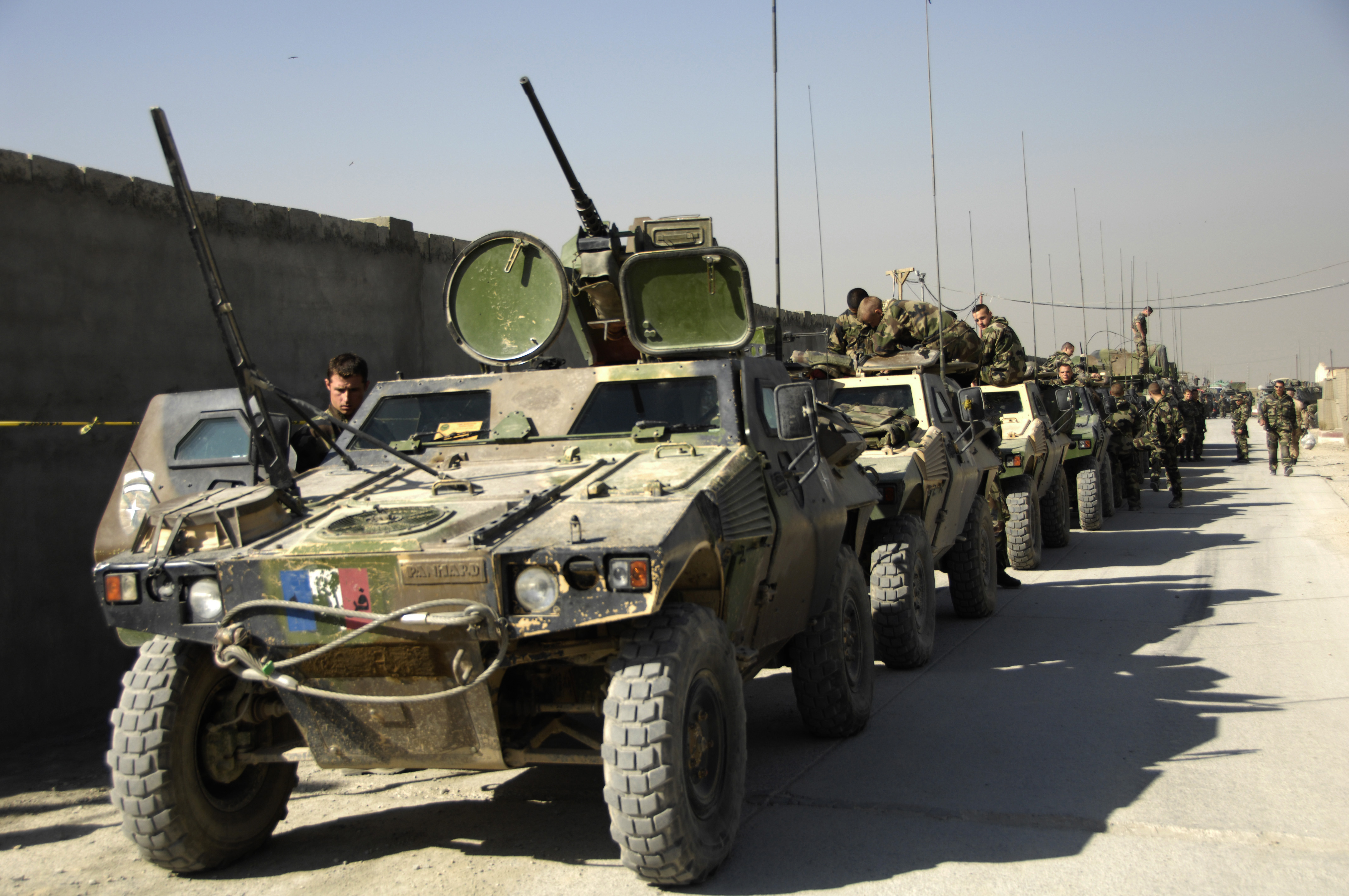
Vehículos VBL franceses a la espera de salir para volver al valle de Uzbin, Surobi, 17 de octubre de 2008.